# Mehmet Aktan
Mehmet Aktan (* 6. April 1946 in Konya) ist ein ehemaliger türkischer Fußballspieler und -trainer. Er spielte einen Großteil seiner Karriere für MKE Ankaragücü und war während dieser Zeit an einigen der größten Erfolge der Klubhistorie beteiligt. Zu Spielerzeiten war er aufgrund seiner blonden Haare unter dem Spitznamen Sarı Mehmet (dt. Blonder Mehmet oder Mehmet, der Blonde) bekannt. Da im Sommer 1969 mit Mehmet Uğursal sich ein weiterer Mehmet bei Ankaragücü im Kader befand und dieser älter war, wurde Altanvwie damals im türkischen Fußball üblich fortan als Küçük Mehmet (dt.: Der kleine Mehmet) bezeichnet und Uğursal als Büyük Mehmet (dt.: Der große Mehmet) bezeichnet. Nach seiner Fußballkarriere geriet er in die Schlagzeilen, nachdem er in eine prekäre Lebenslage geraten war und seinen Lebensunterhalt als Hilfsarbeiter auf Baustellen verdienen musste.

## Spielerkarriere

### Verein
Im Juni 1965 fusionierten die vier Vereine Konya Meramspor, Konya Çimentospor, Konya Selçukspor und Konya Gençlerbirliği zu dem neugegründeten Konyaspor mit schwarz-weißen Vereinsfarben und nahmen an der 1963 eingeführten in der zweiten türkischen Liga teil. Damit kamen die Notabeln der Stadt Konya der Aufforderung des türkischen Fußballverbandes nach, durch Zusammenschließung örtlicher Vereine einen konkurrenzfähigen größeren Verein zu gründen und durch Erfüllen von weiteren Auflagen die Teilnahme an der Türkiye 2. Futbol Ligi, der zweithöchsten türkischen Spielklasse, zu erreichen. Mit diesem Verein nahm die Stadt mit der Türkiye 2. Futbol Ligi 1965/66 an dieser Liga teil. Aktan, dessen Karriereanfänge undokumentiert sind, war Teil des Gründungskaders von Konyaspor. Für diesen Verein spielte er die nächsten vier Spielzeiten nahezu durchgängig als Stammspieler.
Als Konyaspor im Sommer 1969 den Klassenerhalt der 2. Lig verfehlte und in die Türkiye 3. Futbol Ligi absteigen musste, wechselte Aktan zum Erstligisten MKE Ankaragücü. Auch bei diesem Verein gelang es ihm, sich als Stammspieler zu behaupten. Er gehörte zu jenem Kader des Vereins, der in den Jahren 1971 bis 1973 eines der erfolgreichsten Spielzeiten der Vereinsgeschichte erreichte. So beendete er die Saison 1971/72 mit seinem Verein als Tabellenfünfter und wiederholte damit die zweitbeste und 16 Jahre alte Erstligaplatzierung der Vereinsgeschichte. In dieser Saison wurde auch zum ersten Mal in der Vereinsgeschichte das Finale im türkischen Pokal erreicht und dieser ebenso gewonnen. Die nächste Saison, die Saison 1972/73, beendete er mit seinem Team als Tabellenvierter und wiederholte damit die beste Erstligaplatzierung. Im Pokal wurde zwar erneut das Finale erreicht, hier jedoch die Titelverteidigung gegen Galatasaray Istanbul verfehlt. Aktan gehörte während dieser Spielzeiten zu den wichtigsten Leistungsträgern seines Teams. Er stieg 1973 auch zum Nationalspieler auf und wurde in diesem Jahr in allen Länderspielen der türkischen Nationalmannschaft eingesetzt. Er spielte bis zum Dezember 1973 nahezu durchgängig und fiel das gesamte Jahr 1974 sowohl für Ankaragücü als auch für die Nationalmannschaft aus.
Nachdem er bis zum Sommer 1975 kein Spiel absolviert hatte, nahm er im Sommer 1975 am vorsaisonalen Vorbereitungscamp von Galatasaray Istanbul für die anstehende Saison teil. Er erklärte gegenüber der Presse, dass er aus gesundheitlichen Gründen zwischenzeitlich seine Karriere beendete habe und jetzt nach überstandenen gesundheitlichen Problemen für Galatasaray spielen wolle. Darüber hinaus erwähnte er, dass er zwar noch bei Ankaragücü unter Vertrag stehe und bei diesem gegen eine Ablösesumme von 150.000 Türkische Lira um seinen Verkauf gebeten habe. So wurde er auch von Galatasaray vor Saisonbeginn verpflichtet. Bei einem neuen Verein wurde er lediglich in einem Pflichtspiel eingesetzt, der Pokalbegegnung am 24. Dezember 1975 gegen Eskişehir Demirspor, und fiel ansonsten damit auf, dass sein Name in einer Liste von Spielertransfers stand, bei denen der Verdacht auf Steuerhinterziehung bestand.
Nachdem er bei Galatasaray in der Spielzeit 1976/77 keine Berücksichtigung in den Kaderplanungen gefunden hatte, verließ er diesen Klub und entschied sich erneut für ein Karriereende. Im Frühjahr 1977 versuchte er von Ankaragücü eine Zusage für ein Abschiedsspiel zu bekommen und blieb mit diesem Vorhaben erfolglos. Bei diesem Verein wurde er dann für die Saison 1977/78 erneut unter Vertrag genommen. Für die Hauptstädter spielte er mindestens bis zum Sommer 1980.
Nach eigenen Aussagen und ohne Zeitangabe spielte er noch für die beiden Vereine Gençlerbirliği Ankara und Hacettepe GK.

### Nationalmannschaft
Aktans Nationalmannschaftskarriere begann 1973 mit einem Einsatz für die türkische Nationalmannschaft. Hier wurde er im Januar im Rahmen eines Qualifikationsspiels der Weltmeisterschaft 1974 gegen die Italienische Nationalmannschaft vom Nationaltrainer Coşkun Özarı zum ersten Mal für das Aufgebot der türkischen Nationalmannschaft nominiert und gab in dieser Partie sein A-Länderspieldebüt. Er absolvierte in diesem Jahr alle weiteren Länderspiele der türkischen Nationalmannschaft.
Insgesamt absolvierte er sieben A-Länderspiele.

## Trainerkarriere
In den 2010er Jahren trainierte er für jeweils kurze Zeiten die Amateurvereine Yeniceoba Gençliği Belediyespor und Karacadağ Belediyespor.

## Erfolge
Mit MKE Ankaragücü
- Tabellenvierter der Süper Lig: Saison 1972/73
- Tabellenfünfter der Süper Lig: Saison 1971/72
- Türkischer Pokalsieger: 1971/72
- Türkischer Pokalfinalist: 1972/73